# Куманово
Ку́маново (макед. Кума́ново) — второй по численности населения город в Северной Македонии, административный центр общины Куманово. Население города по переписи 2021 года — 75051 жителя.
Город Куманово расположен в северо-восточной части Северной Македонии. Через город протекают две реки — Липовка и Койнарка. Город расположен на высоте примерно 350 метров над уровнем моря.

## История
Предположительно имя города восходит к тюркскому племени куманов — они же половцы. Известно, что в 1241 г., накануне Монгольского вторжения в Венгрию, мадьярские дворяне-заговорщики убили проживавшего в Пеште половецкого хана Котяна Тертера и его сыновей (подозревая, скорей всего, безосновательно, что Котян может переметнуться к Батыю). После смерти любимого вождя большая часть половцев покинула Венгрию и ушла в подданство к юному болгарскому царю Коломану I.
Однако город Куманово впервые упоминается лишь в 1519 году, в одном из турецких документов, как село в составе Нагорицкой нахии, имевшее 52 семьи и около 300 жителей. В XVII веке Куманово уже было городом (с конца XVI в. — административным центром нахии). Как писал в 1660 году Эвлия Челеби, в Куманове было около 600 домов, мечеть и медресе.
В 1689 году, во время австрийского наступления на Балканы, здесь взошла звезда македонского героя Карпоша, провозгласившего себя «королём Куманова». И Куманово стало столицей повстанческого королевства, куда вошли ближние города Табановце, Нагоричане, Стрезовце и Клечовце… После отступления австрийской армии Карпош пытался сопротивляться османской власти в одиночку, но его гайдуки были быстро разгромлены соединёнными силами турок и крымских татар Селим-Гирея. Куманово и соседние города были разорены турками. О судьбе самого Карпоша имеются противоречивые сведения. По некоторым данным, после подавления восстания, он был посажен на кол османскими властями в центре Скопье.

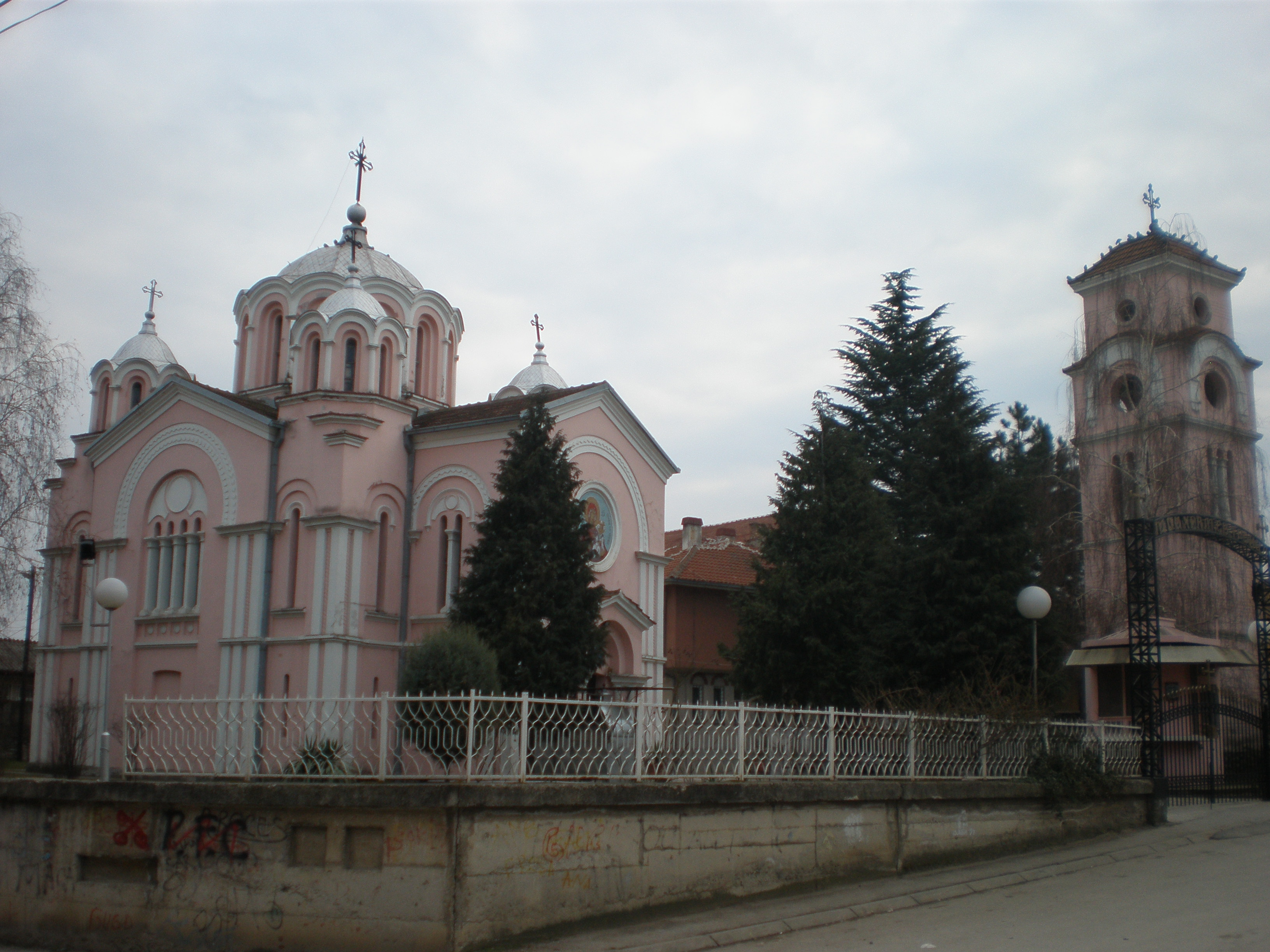
Церковь Святой Троицы

В XIX веке в Куманове начала развиваться металлообрабатывающая, текстильная и кожевенная промышленность.
Недалеко от Куманова, 23 октября 1912, года случилась Кумановская битва, в ходе которой сербские силы одержали победу над турецкими войсками и обратили их в бегство. Это была одна из битв Первой Балканской войны.
Первый план регулирования Куманова, составленный чешским инженером Душаном Миросавлевичем из Белграда в 1923 году, реализовал Владимир Аполлонович Антонов из Тамбова. За короткий период в 15 лет Антонов создал красивейшие здания в стиле неоклассицизма, украшающие сегодня Куманово: Дом ремесленников (1930), конструкцию кровли Соколанского Дома по проекту Момира Коруновича, гостиницу «Куманово», Мясной круг (1930–1934), ряд зданий на нынешней улице 11 Октября, Долня Градский парк, дома Тома Глигорьевича, Хаджипопови, Хитеви, Сифрида Миладинова, Васы Поповича, Манушеви, Таскови и многие другие..
В сентябре 1944 года, по приказу коммуниста-титовца Светозара Вукмановича-Темпо, в Куманове без суда и следствия были убиты македонские национальные герои — воеводы Крыстю Лазаров, Тодор Сопотский и Игнат Мангыров (Мангъров).
10 мая 2015 года албанские боевики напали на город, в результате чего были убиты 8 полицейских и 1 мирный житель. 14 нападавших также были убиты, а ещё более 30 боевиков сдались. Министерство внутренних дел Македонии назвало вооруженных боевиков «хорошо подготовленной террористической группой», прибывшей из соседней страны, чтобы нападать на государственные учреждения.

## Национальный состав

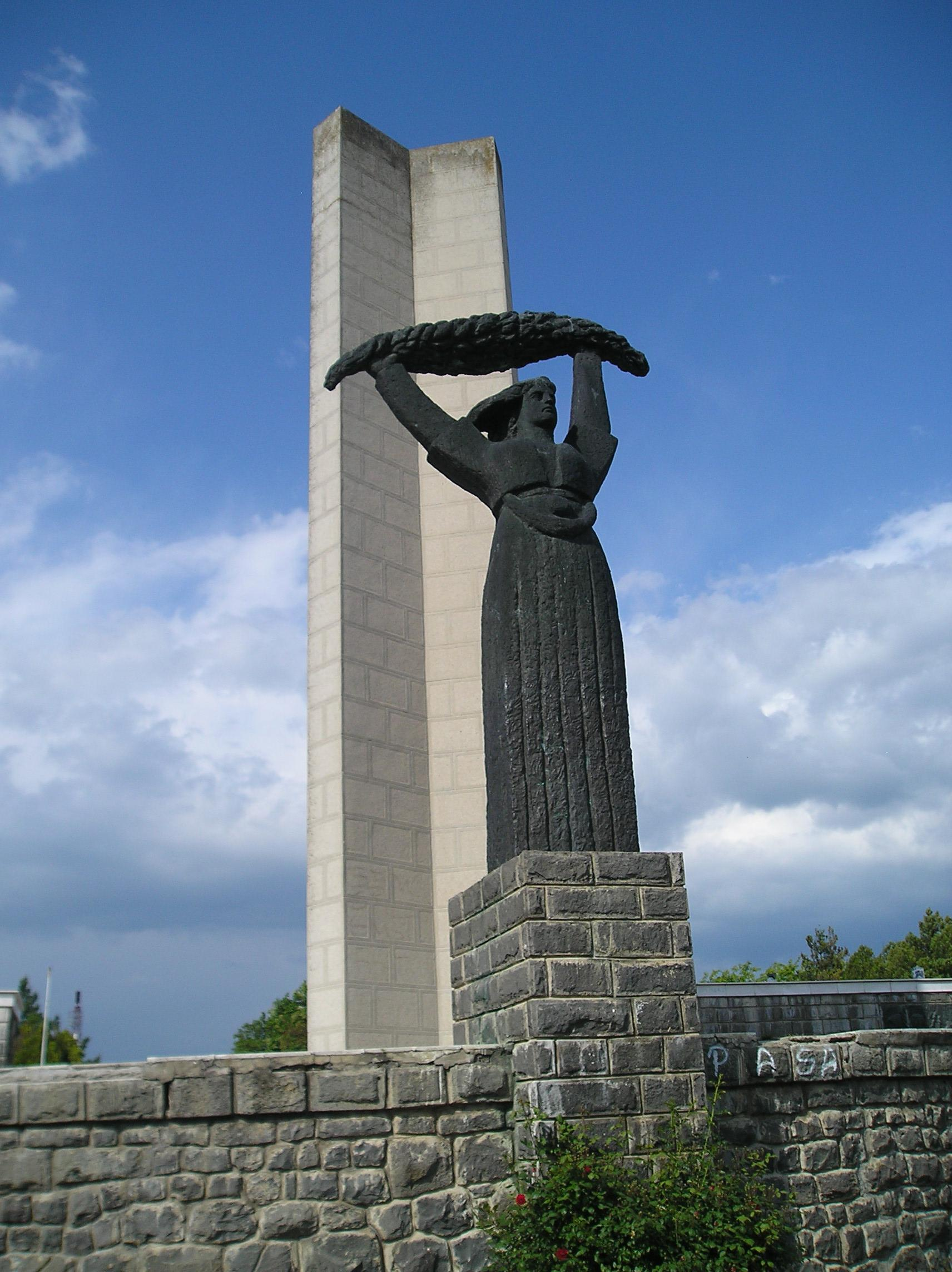
Памятник Революции

Этническая структура населения в городе по переписи 2002 года:
- македонцы — 47 744 чел.;
- албанцы — 18 278 чел.;
- сербы — 5230 чел.;
- цыгане — 4056 чел.;
- турки — 256 чел.;
- влахи — 108 чел.;
- боснийцы — 14 чел.;
- остальные — 586 чел.

## Города-побратимы
- Болгария, Пловдив
- Болгария, Габрово[8]